# NGC 6027d
NGC 6027d位於巨蛇座，是屬於緻密星系團西佛六重星系中的一個螺旋星系。但是NGC 6027d與集團中的其他星系沒有明確的交互作用，只是一個在視線上位於相同方向的背景星系。

## 外部連結
- HubbleSite NewsCenter: Pictures and description（页面存档备份，存于）